# Apatobatus
Apatobatus is een kevergeslacht uit de familie van de boktorren (Cerambycidae). De wetenschappelijke naam van het geslacht werd voor het eerst geldig gepubliceerd in 2012 door Vives & Heffern.

## Soorten
Apatobatus is monotypisch en omvat slechts de volgende soort:
- Apatobatus malayanus Vives & Heffern, 2012